# Giuseppe Bossi (Maler)

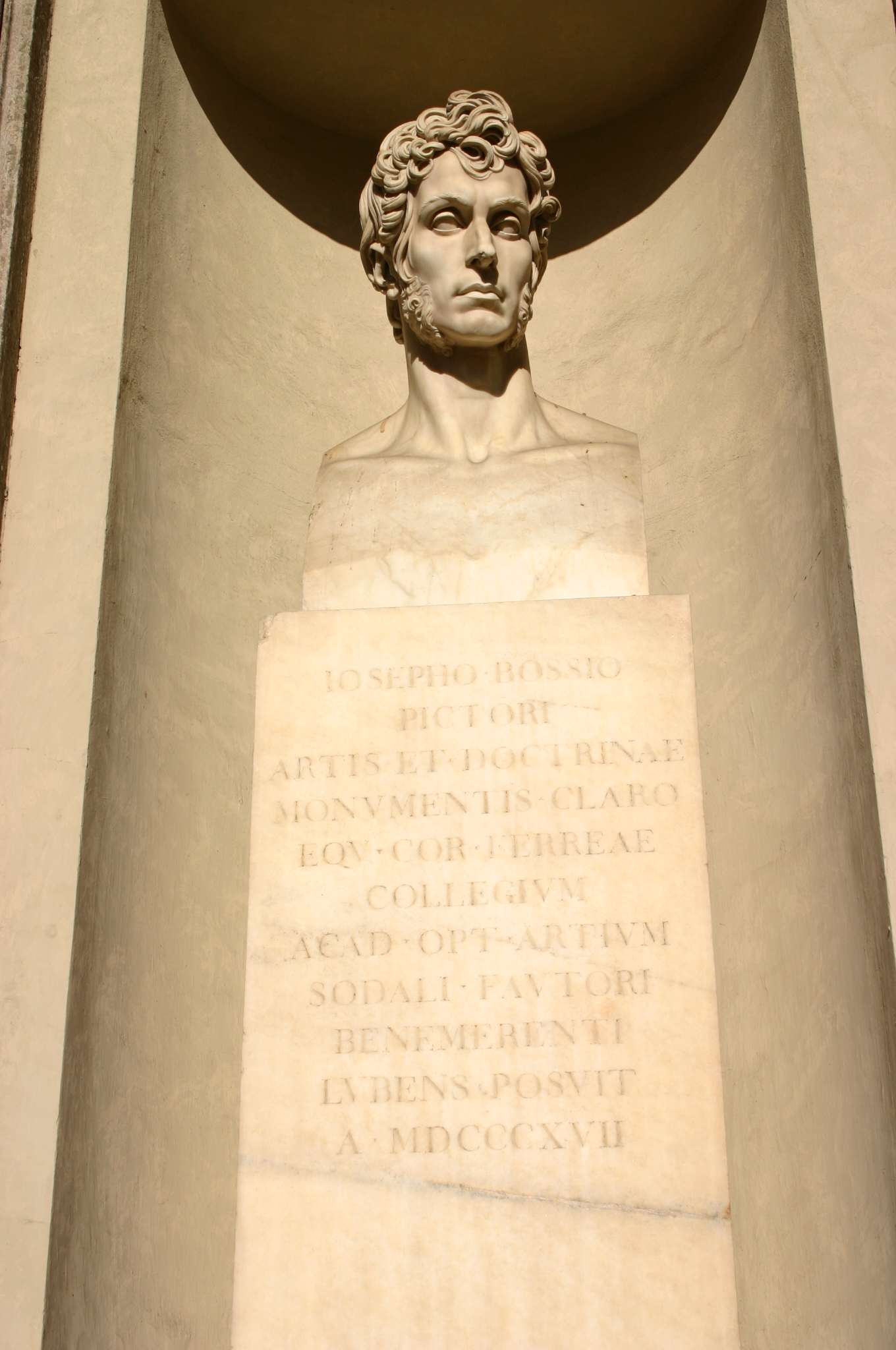
Porträtbüste des Giuseppe Bossi von Camillo Pacetti, Palazzo Brera, Mailand.

Giuseppe Bossi (* 11. August 1777 in Busto Arsizio, Lombardei; † 15. Dezember 1815 in Mailand) war ein italienischer Maler, Radierer und Gelehrter.

## Leben und Werk
Er studierte ab 1795 in Rom. Im Jahr 1802 wurde er, nach dem Tod von  Carlo Bianconi (1732–1802), zum Sekretär der Mailänder Kunstakademie ernannt. Diese Stelle legte er jedoch 1807 wieder nieder, um sich dem Unterricht an seiner theoretischen Malerschule zu widmen. Einen großen Teil seines Lebens widmete er dem Studium Leonardo da Vincis und Dantes. Giuseppe Bossi starb am 15. Dezember 1815 in Mailand.
Er ließ im Auftrag des Vizekönigs Eugène de Beauharnais (1781–1824) das Abendmahl Leonardo da Vincis durch Giacomo Raffaelli in Mosaik übertragen (jetzt in der Wiener Minoritenkirche). 71 Pausen, die Bossi nach Kopien des Abendmahls von Leonardo angefertigt hatte und andere Zeichnungen Bossis befinden sich heute im Besitz der Klassik Stiftung Weimar. Im Jahr 1817 hatte Großherzog Carl August von Sachsen-Weimar-Eisenach große Teile des Bossi-Nachlasses von seiner Reise nach Oberitalien mitgebracht. Johann Wolfgang von Goethe begeisterte sich für Bossi und schrieb den Aufsatz Joseph Bossi über Leonardo da Vinci’s Abendmahl zu Mailand", der im April 1818 in "Ueber Kunst und Althertum" erschien.
Als Gelehrter ist Giuseppe Bossi durch sein Prachtwerk Del cenacolo di Leonardo da Vinci (deutsch: „Das Abendmahl des Leonardo da Vinci“) und seine Mitwirkung an der Ausgabe von Vasaris Vite de’ più eccellenti, pittori, scultori e architetti (deutsch: „Lebensbeschreibungen der ausgezeichnetsten Maler, Bildhauer und Architekten“) zu Ansehen gelangt.

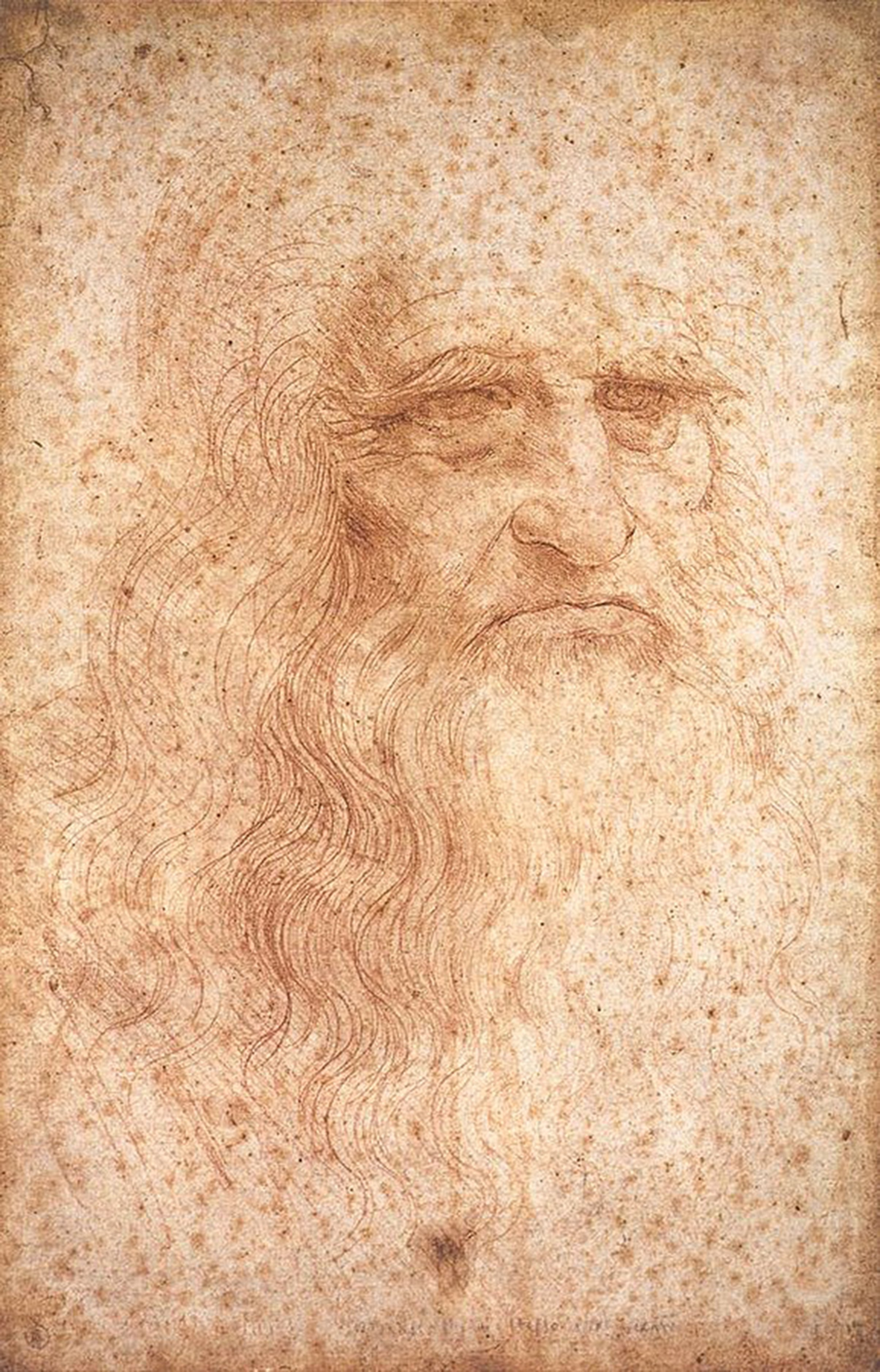
Sogenanntes „Selbstbildnis des Leonardo da Vinci“.
Rötelzeichnung, Biblioteca Reale, Turin.
Hans Ost schrieb es Giuseppe Bossi zu.

Bossi fertigte zahlreiche Kunstfälschungen an. Der deutsche Kunsthistoriker Hans Ost schrieb ihm auch die Schaffung des sogenannten „Selbstbildnisses des Leonardo da Vinci“ zu.

## Werke
als Autor:
- Discorso sulla utilità politica delle arti del disegno. Mailand 1805
- Del cenacolo di Leonardo da Vinci. Mailand 1810, Digitalisat, italienisch, abgerufen am 28. Februar 2014

als Herausgeber:
- Giorgio Vasari: Vite de' più eccellenti pittori, scultori e architetti. Mailand 1807